# Крнеза
Крнеза је насељено место у саставу општине Ражанац у Задарској жупанији, Република Хрватска.

## Историја
До територијалне реорганизације у Хрватској насеље се налазило у саставу старе општине Задар.

## Становништво
На попису становништва 2011. године, Крнеза је имала 177 становника.